# Pipistrel Taurus

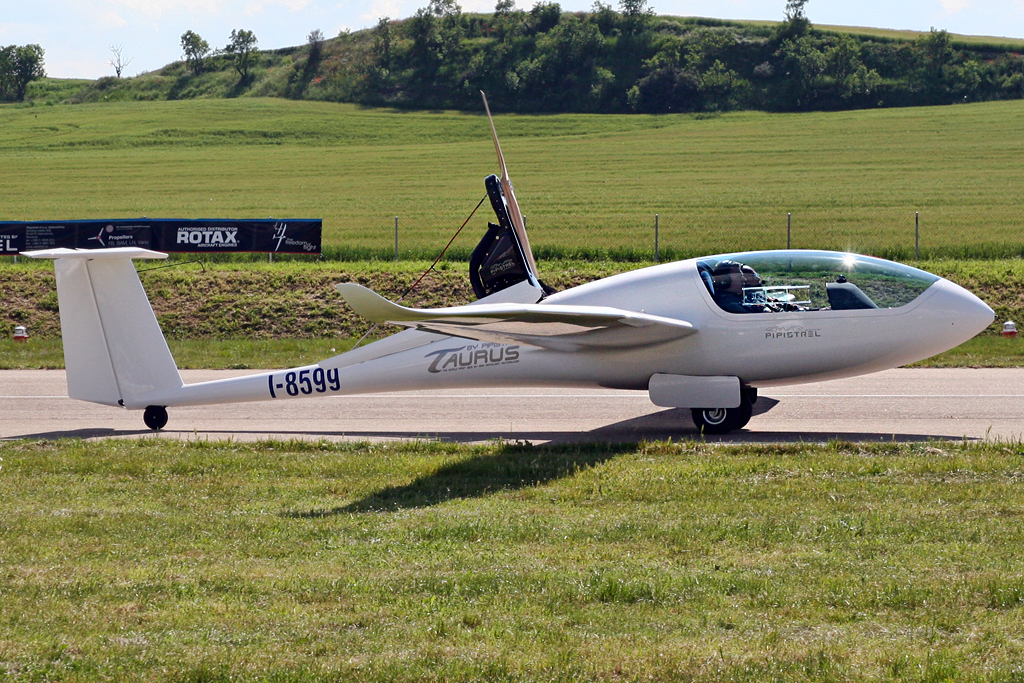
Pipistrel Taurus

De Pipistrel Taurus is een Sloveens eenmotorig zelfstartend motorzweefvliegtuig. Het door vliegtuigbouwer Pipistrel geheel van composietmateriaal geconstrueerde toestel met twee zitplaatsen maakte zijn eerste vlucht in 2004.  Het toestel wordt standaard geleverd met een Rotax 503 benzinemotor. Vanaf 2011 is ook een versie met elektromotor leverbaar, de Taurus Electro.
Het ontwerp heeft een side-by-side cockpit met daarachter een slanke romp met T-staart. De vleugels zijn hetzelfde als de Pipistrel Sinus. De motor wordt tijdens de zweefvliegfase weggeklapt in de bovenkant van de romp. Het intrekbare hoofdonderstel bestaat uit twee wielen, zodat zonder assistentie kan worden opgestegen.
In september 2011 won de experimentele Taurus G4 de CAFE Foundation's Green Flight Challenge voor het zuinigste vliegtuig met twee inzitenden. De prijs bedroeg 1,35 miljoen dollar, gedoneerd door de NASA.

## Varianten

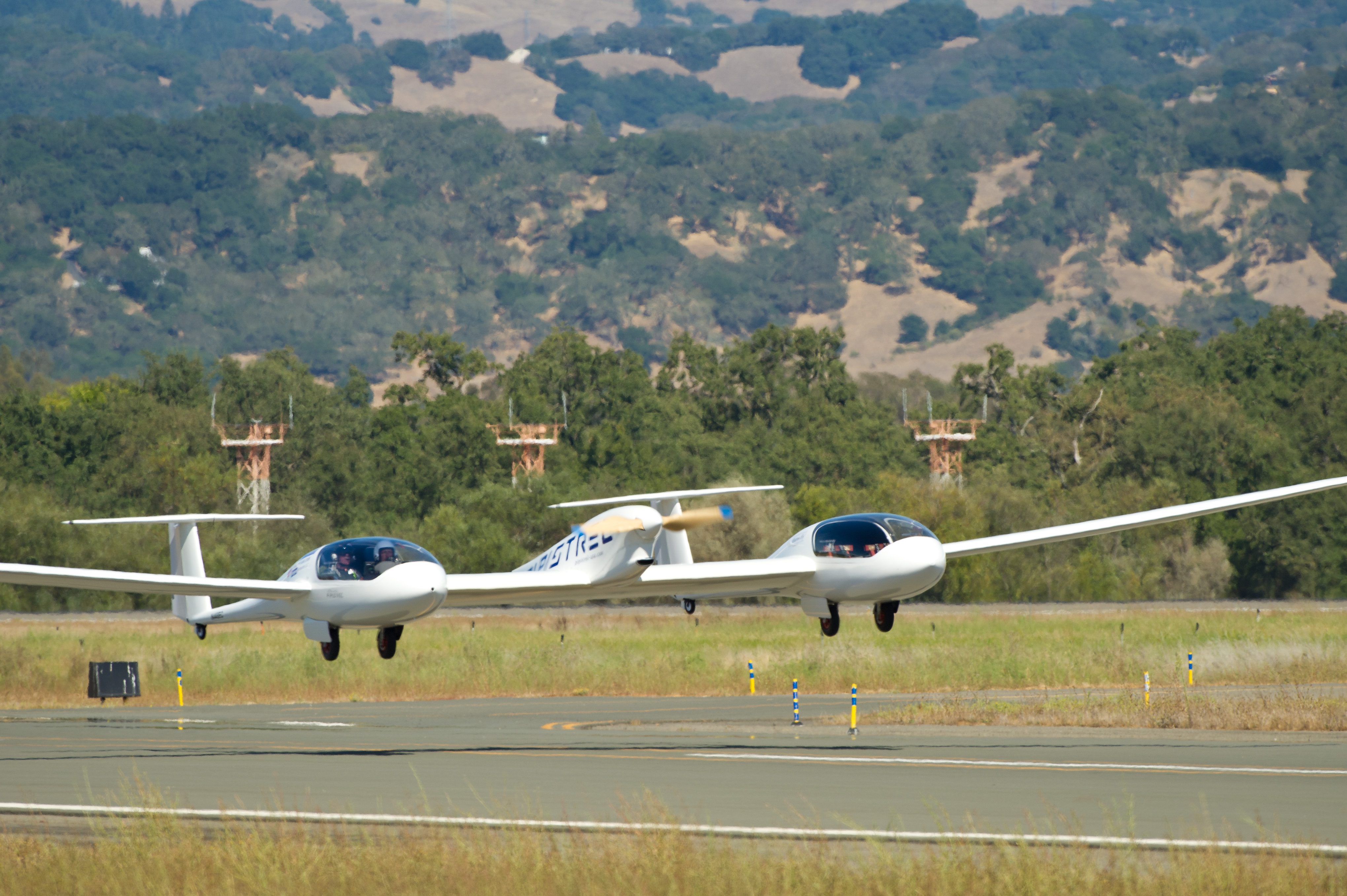
Taurus G4, een experimentele one-off met dubbele romp, stijgt op gedurende de 2011 Green Flight Challenge

Taurus M (Taurus 503)
Eerste versie met een opklapbare Rotax 503 brandstofmotor.
Taurus PureGlider
Ongemotoriseerde variant. Eerste vlucht in 2006.
Taurus Electro
Variant met een 40 pk (30 kW) elektromotor. Eerste vlucht in december 2007.
Taurus Electro G2
Aangepaste versie met een 40 pk (30 kW) elektromotor en lithium batterijen, geschikt voor 17 minuten motorvliegtijd inclusief zelfstart.
Taurus G4
Experimentele one-off met een dubbele romp en vier zitplaatsen, gebaseerd op de Taurus Electro. Is gebruikt als motortestbank voor de Panthera hybride vierzitter.
Taurus HY4
Experimentele one-off met een dubbele romp en elektromotor. Testbank voor elektrische voortstuwing met behulp van waterstof-brandstofcellen. Gefinanceerd door de EU in het kader van het vanaf 2017 lopende vierjarige Mehapa project.

## Specificaties
- Type: Taurus M
- Fabriek: Pipistrel
- Bemanning: 1
- Passagiers: 1
- Rol: Motorzweefvliegtuig
- Lengte: 7,30 m
- Spanwijdte: 14,97 m
- Leeg gewicht: 285 kg
- Maximum gewicht: 472,5 of 550 kg
- Brandstof: 30 liter
- Motor: 1 × Rotax 503 tweecilinder tweetaktmotor, 40 kW (53 pk)
- Propeller: tweeblads Pipistrel, diameter 1,6 m
- Eerste vlucht: 2004
- Aantal gebouwd: 100

Prestaties:
- Kruissnelheid: 163 km/u
- Maximumsnelheid met flaps neer: 130 km/u
- Overtreksnelheid: 63 km/u
- Never Exceed Speed: 225 km/u
- Klimsnelheid: 2,9 m/s
- Daalsnelheid: 0,7 m/s (motor ingeklapt)
- Glijgetal: 41:1
- Plafond: 3900 m
- G-limieten: +5,33, -2,65